# Sid Meier's Civilization: Beyond Earth
Sid Meier's Civilization: Beyond Earth é um videogame de estratégia em turnos 4X desenvolvido pela Firaxis Games e publicado pela 2K Games. Foi lançado em 24 de outubro de 2014 para Windows e em 27 de novembro de 2014 para Mac App Store. É a sequência espiritual do spin-off Alpha Centauri da série Civilization de Sid Meier, pois compartilha muitos elementos conceituais e da mesma equipe de desenvolvimento do spin-off. O jogo se passa em um cenário futurístico em que humanidade viaja pelas estrelas para colonizar novos planetas após a Terra se tornar inabitável devido a um desastre conhecido como o "grande erro". Civilization: Beyond Earth foi anunciado pela Firaxis Games em 12 de abril de 2014 na PAX East em Boston, Massachusetts. Uma expansão de conteúdo intitulada Rising Tide foi lançada em 9 de outubro de 2016.

## Jogabilidade
Beyond Earth é um jogo de estratégia em turnos jogado num mapa formado por hexágonos, assim como seu antecessor Civilization V. O desenvolvimento foi co-liderado pelo designer David McDonough, que descreveu o jogo como facilmente reconhecível como um da série Civilization. A ideia de cidades, a progressão delas, líderes, a passagem do tempo, a jogabilidade baseada em turno, as construções e as tecnologias são, em maioria, temas bastante familiares para os jogadores de Civilization.
Há algumas mudanças significativas que o diferencia dos jogos anteriores da série. Nos títulos anteriores, o jogador escolhia figuras históricas e seus impérios, cada um com as suas peculiaridades. Em Beyond Earth, o jogador faz algumas escolhas antes do começo de uma partida, incluindo quem financiara a expedição, que tipo de espaçonave será utilizada, qual será a carga e quem será levado para o novo mundo, permitindo assim que o jogador molde uma civilização para jogar. As decisões primárias têm impactos significativos de como será o decorrer da sua partida. Em títulos anteriores, havia uma árvore tecnológica linear; em Beyond Earth, há uma rede de tecnológicas, como uma teia, fazendo com o que o jogador escolha seu caminho por elas, sendo ainda possível desbloquear todas as tecnologias em uma só partida.

### Afinidades
O jogo introduziu o conceito de afinidades, que são como ideologias avançadas moldadas através de decisões em jogos, como missões e pesquisas científicas. Possibilitam que unidades únicas sejam desbloqueadas. As afinidades são:
- Harmonia: Possibilita a coexistência entre os seres humanos com o ambiente do planeta, utilizando-se de modificações genéticas, uma das habilidades é domesticar a vida selvagem do planeta.
- Supremacia: Utiliza-se de unidades únicas que ajudam na vitória "cientifica"
- Purificação: Afinidade militarista, dispõe de ferramentas para fazer o novo planeta mais parecido com a antiga Terra.

Cada afinidade desbloqueia um projeto especial que, quando completado, garante um tipo de vitória. Tipos de vitórias incluem conquistar outras facções pela força ou seguir o caminho de uma antiga civilização alienígena tentando estabelecer um contato com ela.

## Expansão de jogo:Rising Tide
A expansão Sid Meier's Civilization: Beyond Earth: Rising Tide foi anunciada em 18 de maio de 2015 e lançada em 9 de outubro de 2015. Adiciona alguns elementos chaves, um sistema melhorado de diplomacia, nova jogabilidade em água (incluindo cidades navais, que podem se mover pelos oceanos), novo sistema de artefatos e afinidades híbridas. Se passa depois da primeira onda de colonos chegarem no novo mundo, com as pessoas da Terra buscando a sobrevivência. Novas facções surgem e lançam mais colonos. As maiores mudanças foram a adição de cidades aquáticas, diferente das cidades em solo, elas podem se mover pelos oceanos. Uma facção nova pode fazer a chegada no planeta diretamente na água.

## Recepção
Civilization: Beyond Earth recebeu críticas positivas. No site GameRankings, ficou com uma pontuação de 80% baseado em 52 criticas e no site Metacritic 81/100 baseado em 78 análises.
A recepção entre os fãs da série foi mista. De um lado, alguns esperavam a anos por um jogo da série assim; do outro lado, alguns acham que o jogo perdeu sua essência e inovou demais.
| Recepção |           |
| --- | --------- |
| \| Média \| Média \| \| Agregador \| Pontuação \| \| ---------------------- \| --------- \| \| GameRankings \| 80% \| \| Metacritic \| 81/100 \| \| Pontuação das criticas \| \| \| Criticador \| Pontuação \| \| Destructoid \| 9/10 \| \| Eurogamer \| 8/10 \| \| Game Informer \| 9/10 \| \| Game Revolution \| 4/5 \| \| GameSpot \| 7/10 \| \| GamesRadar \| 4/5 \| \| GameTrailers \| 8.7/10 \| \| Giant Bomb \| 3/5 \| \| IGN \| 7.9/10 \| \| Joystiq \| 4/5 \| \| PC Gamer (US) \| 87/100 \| \| Polygon \| 9/10 \| \| Daily Dot \| 4.5/5 \| |           |
| Média |           |
| Agregador | Pontuação |
| GameRankings | 80%       |
| Metacritic | 81/100    |
| Pontuação das criticas |           |
| Criticador | Pontuação |
| Destructoid | 9/10      |
| Eurogamer | 8/10      |
| Game Informer | 9/10      |
| Game Revolution | 4/5       |
| GameSpot | 7/10      |
| GamesRadar | 4/5       |
| GameTrailers | 8.7/10    |
| Giant Bomb | 3/5       |
| IGN | 7.9/10    |
| Joystiq | 4/5       |
| PC Gamer (US) | 87/100    |
| Polygon | 9/10      |
| Daily Dot | 4.5/5     |